# Романовське (Білозерський район)
Рома́новське (рос. Романовское) — село у складі Білозерського району Курганської області, Росія. Входить до складу Новодостоваловської сільської ради.
Населення — 134 особи (2010, 169 у 2002).